# Pediatric Pulmonology
Pediatric Pulmonology, abgekürzt Pediatr. Pulmonol., ist eine wissenschaftliche Fachzeitschrift, die vom Wiley-Blackwell-Verlag veröffentlicht wird. Die Zeitschrift erscheint mit zwölf Ausgaben im Jahr. Es werden Arbeiten veröffentlicht, die sich mit Atemwegserkrankungen beim Ungeborenen, bei Säuglingen, Kindern und Jugendlichen beschäftigen.
Der Impact Factor lag im Jahr 2014 bei 2,704. Nach der Statistik des ISI Web of Knowledge wird das Journal mit diesem Impact Factor in der Kategorie Pädiatrie an 20. Stelle von 119 Zeitschriften und in der Kategorie Atemwegserkrankungen an 25. Stelle von 57 Zeitschriften geführt.